# اليوم العالمي للاتصالات ومجتمع المعلومات
أُعلن السابع عشر من مايو اليوم العالمي للاتصالات ومجتمع المعلومات في الوقت الذي تتزامن فيه مناسبتان هما اليوم العالمي لمجتمع المعلومات (بالإنجليزية: World Info Society Day)‏ واليوم العالمي للاتصالات.

## الاحتفال
منذ عام 1968 يقوم الاتحاد الدولي للاتصالات في 17 من مايو من كل عامٍ بإحياء ذكرى إبرام الاتفاقية الأولى التلغرافية الدولية وتأسيس الاتحاد الدولي للاتصالات وتم اعتبار هذا اليوم على أنه اليوم العالمي للاتصالات. يعرف الاتحاد الدولي للاتصالات على أنه التنظيم المعترف به من هيئة الأمم المتحدة والموكل إليه مسؤولية تنظيم عمليات الاتصالات على المستوى العالمي بين الإدارات المتعددة والمصالح العملياتية.
في أكتوبر 2015 يُحتفل في إسبانيا بالعرض الأول ليوم الإنترنت، واقترحت إسبانيا شهر نوفمبر 2005 أن تتقدم القمة العالمية لشؤون مجتمع المعلوماتية والذي يعقد في تونس بطلب إلى المجلس العام لهيئة الأمم المتحدة للإعلان عن يوم عالمي لمجتمع المعلوماتية والذي -أخيراً- حدد في 17 مايو وتم الإعلان عنه في شهر مارس 2005.
في نوفمبر 2006، تقرر في المؤتمر التفويضي للاتحاد الدولي للاتصالات والذي عقد في أنطاليا - تركيا أن يتم الاحتفال بالمناسبات التالية: اليوم العالمي للاتصالات، ومجتمع المعلوماتية، في 17 مايو.
سيساهم الاحتفال بهذا اليوم في التوقعات المعروفة جيداً والتي يمكنها إتاحة الإنترنت وغيرها من تكنولوجيا المعلومات والاتصالات للمجتمعات والاقتصاديات. وستتيح أيضاً أشكالاً مختلفة لتقليل الفجوة الرقمية المتواجدة في الاتصال بتكنولوجيا المعلومات حول العالم، وبالأخص مجاليّ الاتصال عن بعد والإنترنت.
وأخيراً، سيساهم هذا اليوم في إعداد خطة تنفيذية وسياسات للحد من هكذا انعدام للمساواة. ومن هنا، تناشد جمعية هيئة الأمم المتحدة الدول الأعضاء فيها ضرورة بناء مجتمع معلوماتي تكامليّ ومتوجه نحو التطور متمركز حول الأفراد.

## انظر ايضا
- مجتمع المعلومات
- اتصال عن بعد
- الاتحاد الدولي للاتصالات
- System Administrator Appreciation Day
- يوم المبرمج
- World Development Information Day
- اليوم العالمي للتلفاز

## روابط خارجية
- Sitio Oficial del Día Mundial de las Telecomunicaciones y la Sociedad de la Información
- 150 Aniversario de la Unión Internacional de Telecomunicaciones
- Día Mundial de las Telecomunicaciones y de la Sociedad de la Información
- Download WTISD poster